# James Robert Claiborne
James Robert Claiborne (* 22. Juni 1882 in St. Louis, Missouri; † 16. Februar 1944 ebenda) war ein US-amerikanischer Politiker. Zwischen 1933 und 1937 vertrat er den Bundesstaat Missouri im US-Repräsentantenhaus.

## Werdegang
James Claiborne war ein Enkel des Kongressabgeordneten Nathaniel Claiborne (1777–1859) aus Virginia. Er besuchte die öffentlichen Schulen seiner Heimat. Nach einem anschließenden Jurastudium an der University of Missouri in Columbia und seiner 1907 erfolgten Zulassung als Rechtsanwalt begann er in St. Louis in diesem Beruf zu arbeiten. Später hielt er auch für einige Jahre juristische Vorlesungen an der Saint Louis University. Im Jahr 1924 bewarb er sich erfolglos für den Posten eines Richters im achten Gerichtsbezirk von Missouri.
Politisch war Claiborne Mitglied der Demokratischen Partei. Bei den Kongresswahlen des Jahres 1932 wurde er im zwölften Wahlbezirk} von Missouri in das US-Repräsentantenhaus in Washington, D.C. gewählt, wo er am 4. März 1933 die Nachfolge von Leonidas C. Dyer antrat. Nach einer Wiederwahl konnte er bis zum 3. Januar 1937 zwei Legislaturperioden im Kongress absolvieren. In dieser Zeit wurden die ersten New-Deal-Gesetze der Bundesregierung unter Präsident Franklin D. Roosevelt verabschiedet. Im Jahr 1933 wurde mit dem 21. Verfassungszusatz der 18. Zusatzartikel aus dem Jahr 1919 wieder aufgehoben. Dabei ging es um das Verbot des Handels mit alkoholischen Getränken.
1936 wurde James Claiborne von seiner Partei nicht mehr zur Wiederwahl nominiert. In den folgenden Jahren praktizierte er wieder als Anwalt in St. Louis, wo er am 16. Februar 1944 verstarb.